# Tisa, Prahova
Tisa este un sat în comuna Sângeru din județul Prahova, Muntenia, România.
Se află la o altitudine de 208 m deasupra nivelului mării. Populația este de 588 locuitori, determinată în 1 decembrie 2021, prin recensământ, chestionar, Recesământul Populației și Locuințelor 2021.
Tisa se afla pe Valea Cricovului, si este strabatuta de raul Cricovul Sarat. Fiind aflata la marginea comunei Sangeru, se invechineaza direct cu comuna Apostolache.
Tisa este strabatuta de DJ102C si de DC130. In ultimii ani, consiliul comunei Sangeru a depus eforturi pentru modernizarea infrastructurii din zona, Tisa fiind afectata de aceste schimbari.
 Acest articol despre o localitate din județul Prahova este deocamdată un ciot. Puteți ajuta Wikipedia prin completarea lui.